# 朝の光の中のイタリアの海岸風景
『朝の光の中のイタリアの海岸風景』（あさのひかりのなかのイタリアのかいがんふうけい、独: Italienische Küstenlandschaft im Morgenlicht、英: Italian Coastal Landscape）は、17世紀フランスの巨匠クロード・ロランが1642年にキャンバス上に油彩で制作した風景画で、画家の署名と制作年が「Claude in. f. Romae 1642」と記されている。本作は、贋作を防ぐためにクロードが自身の絵画を素描として記録した『真実の書』(大英博物館、ロンドン) に第64番の素描として記載されている。この書によれば、絵画はパリの顧客のために描かれたが、1818年まではイギリスにあった。その後パリの所有者たちを経て、1881年にドイツの美術史家ヴィルヘルム・フォン・ボーデが購入して以来、ベルリン絵画館に所蔵されている。

## 作品
クロード・ロランの風景画は実際の風景をそのまま再現したものではなく、理想的に再構成したものである。点景として描きこまれた人物は、神話や聖書の登場人物であることが多い。本作の前景にはフルートを吹く羊飼いがおり、岩の上に座っているもう1人の女性の羊飼いが音楽を聞いている。フルートを吹く羊飼いの右側には、周囲とは関連がないような木の杖が地面に突き刺さっている。羊飼いたちの背後では、肩に木の棒を担いだ男が古代ローマの寺院の廃墟に続く橋を渡っており、橋の反対側にはほかの人物が見える。画面右端には木で支えられたテントがある。背景には、暖かい夏の日の霧で半分覆われた開けた海が広がっている。
本作を所蔵するベルリン絵画館では、この場面は『旧約聖書』の「創世記」 (38章12-19) で語られるユダとタマル の出会いを表すものと解釈している。ユダはティムナの町に向かう途中、未亡人となっていた義理の娘タマルが道の端に座っているところに出くわす。彼女がタマルであることに気づかず、娼婦だと思ったユダは彼女を買おうと願う。そして、彼女に雄ヤギを与えることを約束し、彼女の要請で自分の杖、印鑑とその紐、指輪を担保として与える。この物語はタマルの悪行と徳、そしてユダが彼女になした過ちと誤りに気づいた時の恥の感情を中心に展開する。
X線画像による最初の段階の図像では、ユダはタマルに印鑑とその紐を渡しており、杖はすでに彼女が持っている。『真実の書』の素描に表されている次の段階では、ユダはタマルに印鑑とその紐を渡しているが、杖は彼自身が持っている。このような本来の人物像が羊飼いたちに変更されたのは、間違いなく17世紀にさかのぼる。クロード以外の別の画家がその変更を行ったのかもしれないが、何よりも本作の発注者の要請によるものであると思われ、おそらくクロード自身が変更を行ったのであろう。1952年に絵画が洗浄された際、上塗りされた表面から縞模様のある杖が見えるようになった。